# Dierogekko
Dierogekko es un género de geckos de la familia Diplodactylidae.

## Especies
Listadas alfabéticamente:
- Dierogekko baaba Skipwith, Jackman, Whitaker, Bauer & Sadlier, 2014
- Dierogekko inexpectatus Bauer, Jackman, Sadlier & Whitaker, 2006
- Dierogekko insularis Bauer, Jackman, Sadlier & Whitaker, 2006
- Dierogekko kaalaensis Bauer, Jackman, Sadlier & Whitaker, 2006
- Dierogekko koniambo Bauer, Jackman, Sadlier & Whitaker, 2006
- Dierogekko nehoueensis Bauer, Jackman, Sadlier & Whitaker, 2006
- Dierogekko poumensis Bauer, Jackman, Sadlier & Whitaker, 2006
- Dierogekko thomaswhitei Bauer, Jackman, Sadlier & Whitaker, 2006
- Dierogekko validiclavis Sadlier, 1988